# Goree (Texas)
Goree è un centro abitato degli Stati Uniti d'America situato nella contea di Knox dello Stato del Texas.
La popolazione era di 203 persone al censimento del 2010.

## Geografia fisica
Goree è situata a 33°28′07″N 99°31′26″W (33.468707, -99.523874), all'incrocio tra la U.S. Highway 277 e la FM 266, nel sud est della contea di Knox, circa 84 miglia a nord di Abilene.
Secondo lo United States Census Bureau, ha un'area totale di 1,5 miglia quadrate (3,9 km²).

## Società

### Evoluzione demografica
Secondo il censimento del 2000, c'erano 321 persone, 116 nuclei familiari e 88 famiglie residenti nella città. La densità di popolazione era di 220,7 persone per miglio quadrato (85,5/km²). C'erano 157 unità abitative a una densità media di 107,9 per miglio quadrato (41,8/km²). La composizione etnica della città era formata dal 61,37% di bianchi, l'8,10% di afroamericani, il 3,74% di nativi americani, il 25,23% di altre razze, e l'1,56% di due o più etnie. Ispanici o latinos di qualunque razza erano il 43,30% della popolazione.
C'erano 116 nuclei familiari di cui il 32,8% aveva figli di età inferiore ai 18 anni, il 56,9% aveva coppie sposate conviventi, il 12,9% aveva un capofamiglia femmina senza marito, e il 24,1% erano non-famiglie. Il 21,6% di tutti i nuclei familiari erano individuali e il 14,7% aveva componenti con un'età di 65 anni o più che vivevano da soli. Il numero di componenti medio di un nucleo familiare era di 2,77 e quello di una famiglia era di 3,16.
La popolazione era composta dal 31,2% di persone sotto i 18 anni, il 5,0% di persone dai 18 ai 24 anni, il 24,9% di persone dai 25 ai 44 anni, il 20,2% di persone dai 45 ai 64 anni, e il 18,7% di persone di 65 anni o più. L'età media era di 36 anni. Per ogni 100 femmine c'erano 92,2 maschi. Per ogni 100 femmine dai 18 anni in giù, c'erano 88,9 maschi.
Il reddito medio di un nucleo familiare era di 25.104 dollari e quello di una famiglia era di 25.556 dollari. I maschi avevano un reddito medio di 19.063 dollari contro i 20.536 dollari delle femmine. Il reddito pro capite era di 13.169 dollari. Circa il 24,4% delle famiglie e il 31,8% della popolazione erano sotto la soglia di povertà, incluso il 59,8% di persone sotto i 18 anni e il 10,1% di persone di 65 anni o più.